# San Blas-Canillejas
San Blas-Canillejas (anteriormente San Blas) es uno de los 21 distritos que conforman la ciudad de Madrid, organizado administrativamente en los barrios nombrados como Simancas, Hellín, Amposta, Arcos, Rosas, Rejas, Canillejas y Salvador.

## Geografía

División en barrios del distrito

Limita al norte con los distritos de Hortaleza y Barajas a través de la avenida de América primero y la Autovía del Nordeste (A-2) después; al este con los términos municipales de Coslada (con el que comparte la calle Rejas) y San Fernando de Henares, así como la autovía M-21 y la M-214; por el sur limita también con el distrito de Vicálvaro a través de la autopista R-3, la avenida de Canillejas a Vicálvaro y la autopista de circunvalación M-40; por el oeste, limita con el distrito de Ciudad Lineal a través de la calle de los Hermanos García Noblejas, la plaza de Alsacia, plaza de Ciudad Lineal y las calles de Alcalá y General Aranaz.
Tiene carácter tanto residencial (Simancas, San Blas) como industrial (Polígono Empresarial Julián Camarillo y Polígono Empresarial Las Mercedes en la proximidad de la carretera de Barcelona A-2).
Su población a 1 de enero de 2019 era de 158 166 habitantes según el portal de estadística del Ayuntamiento de Madrid.

## Historia
El municipio de Canillejas fue uno de los pueblos más antiguos de la Comunidad de Madrid, fundado hacia el Siglo XIII, aparece por primera vez como pueblo perteneciente a Toledo en el estudio de los pueblos ordenado por el Cardenal Cisneros en el siglo XVI. Perteneció al Partido Judicial de Alcalá de Henares hasta 1949, cuando se anexionó a Madrid por el Decreto de 24 de junio de 1949. Cuando se produjo la división administrativa de la ciudad en distritos, no se consiguió recuperar el nombre Canillejas; al contrario que otros distritos de la capital, que sí han conservado el nombre de los municipios que fueron en otros tiempos, como Barajas, Vicálvaro, Carabanchel o Vallecas entre otros.
El distrito tomó su nombre del barrio de San Blas. Este barrio, que alberga actualmente más de sesenta mil habitantes, es la suma de catorce parcelas de promoción pública, cuyo origen hay que buscarlo en el Plan de Urgencia Social de Madrid de 1957, que preveía en el sureste de la ciudad la construcción de veinte mil nuevas viviendas.

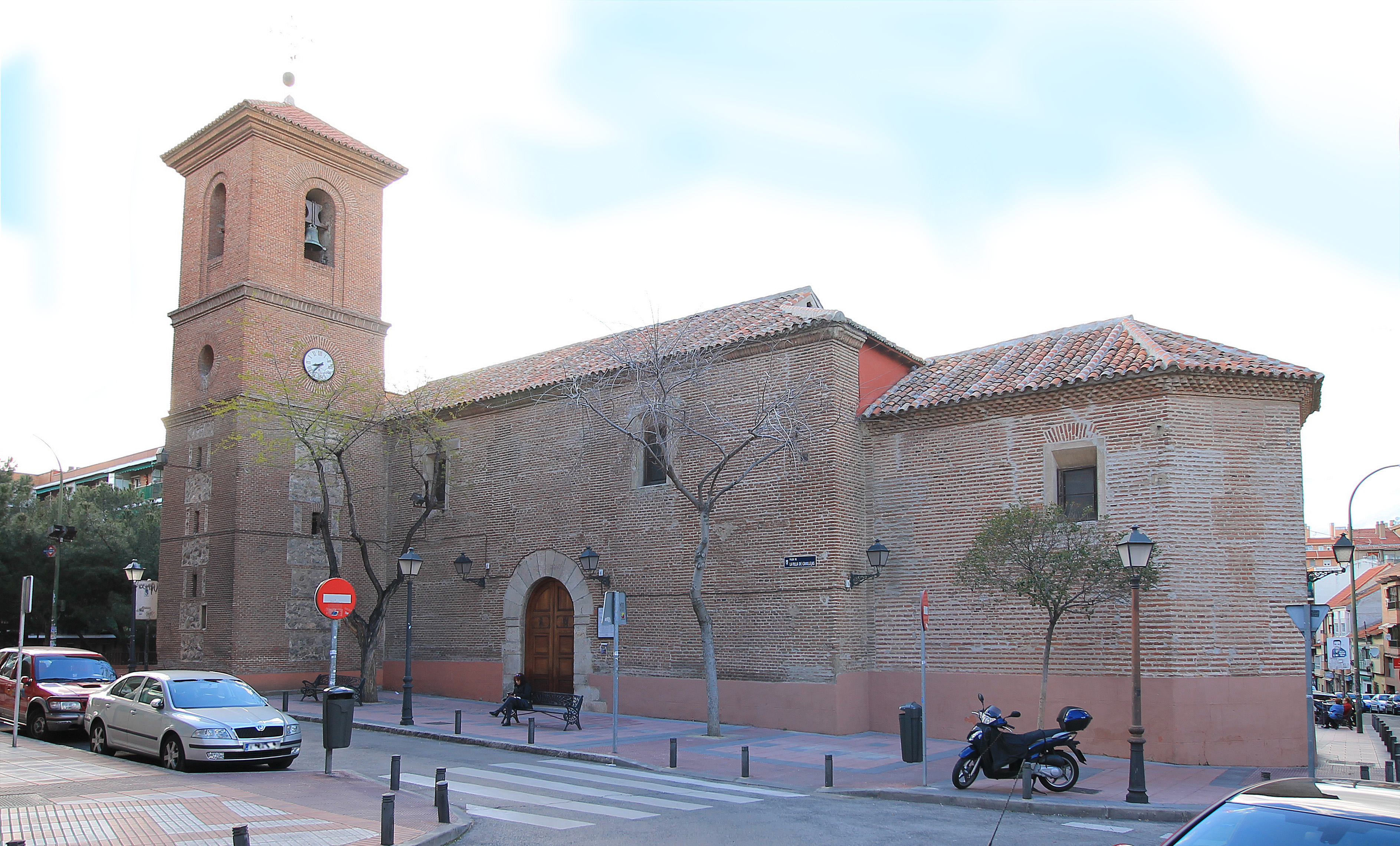
Iglesia de Santa María la Blanca, erigida en 1552 en Canillejas

Su operación más potente fue el Gran San Blas, que nació en 1958 de la mano de la Obra Sindical del Hogar. Compuesto inicialmente por cuatro parcelas, posteriormente se le irían añadiendo el resto, en su entorno —poblados dirigidos, poblados absorción, colonias benéficas construidas los días de fiesta por sus futuros inquilinos, etc.— constituyendo, en suma, un auténtico muestrario de «soluciones oficiales» al problema del alojamiento obrero.
La población inicial —parejas ya constituidas con hijos pequeños— proveniente del medio rural, pronto comprueba que el «mayor barrio obrero de España» es un conjunto de viviendas minúsculas (aproximadamente 45 m²), de baja calidad constructiva, sin las dotaciones previstas y sin urbanización ni transporte. Es un barrio lleno de dificultades pero también de solidaridad. El movimiento ciudadano que allí nace conseguirá, gracias a su tenaz lucha reivindicativa a lo largo de los años sesenta y setenta, que los poderes públicos atiendan sus demandas de escuela, parques e infraestructuras que no existían en la zona.
La llegada de la Democracia (Las elecciones se celebraron finalmente el día 15 de junio de 1977) supuso la culminación de las reivindicaciones sobre la vivienda: se remodelan dos parcelas y se repara prácticamente todo el resto. Pero nuevos problemas aparecieron en los años ochenta. El peso de la población joven —los hijos de los primeros pobladores— es de los más altos de la capital. Emerge con fuerza en el barrio el problema de las drogas, se registran altas tasas de fracaso escolar y el trabajo escasea. Los entornos familiares, con un elevado nivel de hacinamiento, soportan índices de paro muy elevados; especialmente paro juvenil, pero también entre los padres, afectados por la reconversión industrial. Los roles familiares se modifican y el trabajo de las mujeres —abandonado al comienzo del programa familiar— suple la insuficiencia de ingresos familiares. El movimiento vecinal, menos potente que en décadas anteriores, gira su foco de interés hacia el problema juvenil y su abordaje integral.
A lo largo de los años noventa, los jóvenes que no abandonaron el barrio y otros nuevos encontraron acomodo en un parque de viviendas públicas —transferidas ya a la comunidad autónoma (1984, IVIMA)— que son objeto de campañas de amortización anticipada y regularización de ocupantes. Algunos de los primeros pobladores del barrio —hoy abuelos— parecen haber completado un ciclo: tras colonizar y dignificar el barrio, han vuelto a su lugar rural de origen y sus hijos ocupan hoy su vivienda, remodelada, o reparada.
En el entorno sur del distrito, desaparece finalmente el núcleo chabolista de la avenida de Guadalajara, uno de los más grandes mercados de droga del país. En su lugar —calificado en el Plan General de Ordenación Urbana del 85 como el Ensanche Este de Madrid—, se levantan viviendas, ocupadas por jóvenes parejas de clase media (barrio de Las Rosas). Este nuevo ensanche es, sobre todo, el responsable de crecimiento poblacional del distrito, pues el barrio de San Blas pierde población. Para el futuro, el perfil social de la zona, por el inevitable rejuvenecimiento de la población, tendrá poco que ver con el de sus primeros pobladores.
Debido a las sucesivas candidaturas de Madrid a los Juegos Olímpicos de las XXX y XXXI Olimpiadas de la Era Moderna a celebrar en los años 2012 y 2016, se empezaron a construir una serie de infraestructuras para los Juegos, además de las obras en el Estadio de Madrid. Pese a las promesas previas, cuando finalmente no resultó elegida Madrid como sede en estas convocatorias, quedaron interrumpidas la construcción y remodelación de importantes infraestructuras deportivas en el distrito (Estadio Olímpico, Centro Acuático...).
En 2012, la Junta Municipal del Distrito aprobó por unanimidad trasladar la proposición del cambio de la denominación del distrito por San Blas-Canillejas (al estilo de otros distritos de Madrid como son Fuencarral-El Pardo o Moncloa-Aravaca) para dar así «justicia histórica» al antiguo municipio de Canillejas, anexionado al de Madrid en 1949. Esta moción fue aprobada en el Pleno del Ayuntamiento de Madrid el 26 de septiembre de 2012.

## Servicios

### Educación

#### Educación infantil, primaria y secundaria
En el distrito de San Blas-Canillejas, hay 31 escuelas infantiles (5 públicas y 26 privadas), 14 colegios públicos de educación infantil y primaria, 8 institutos de educación secundaria y 13 colegios privados (con y sin concierto).
Los institutos de educación secundaria del distrito se reunieron con la Junta Municipal en el curso 2017-2018 para formar la RID, Red de Institutos del Distrito de San Blas-Canillejas, y desde entonces realizan juntos algunas acciones formativas con el alumnado para mejorar la convivencia en el distrito y en los centros educativos. 
Existe una Comisión de Mediación de la RID, gracias a la cual los institutos del distrito que lo desean participan en encuentros y formaciones en Mediación Escolar para alumnos de ESO con el apoyo de los estudiantes y profesores de Ciclos de Formación Profesional del IES San Blas. 
También existe la Comisión de Igualdad, liderada por la Agente de Igualdad del Distrito, que cada año reúne a los representantes de las Comisiones de Igualdad de los institutos del distrito para desarrollar en conjunto acciones que promocionen la Igualdad entre hombres y mujeres, con actividades que se desarrollan y comparten en fechas señaladas como el 25N y el 8M. 
Además, se creó una Comisión Deportiva que reunía al alumnado de 1ºESO de todos los centros en una Carrera Solidaria cuya inscripción consistió en la entrega de alimentos no perecederos para la Despensa Solidaria y el Banco de Alimentos, organismos de apoyo y ayuda a personas sin empleo. La Carrera finalizaba con la entrega de los alimentos a las asociaciones y el fin de fiesta consistía en un festival a cargo del propio alumnado de todos los cursos de los centros. 
Los institutos de secundaria del distrito son: 
- IES Barrio Simancas, en calle Zaratán 6

- IES Carlos III en calle Arcos de Jalón 116

- IES Francisco de Quevedo, en calle San Román del Valle s/n (esquina con calle Arcos de Jalón)

- IES Gómez Moreno, en avenida de Hellín 7

- IES Jane Goodall, en calle de Deyanira, 37

- IES Las Musas, en calle Carlos II 17

- IES Marqués de Suanzes, en avenida Veinticinco de septiembre 3

- IES San Blas, en calle Arcos de Jalón 120

#### Educación universitaria
Situada en la calle de Arcos de Jalón está la Facultad de Óptica y Optometría de la Universidad Complutense de Madrid.

### Parques
- Parque El Paraíso, Av. de Arcentales, s/n

### Transporte
El distrito cuenta con las siguientes líneas de autobuses y estaciones del Metro de Madrid:
Línea  Metro de Madrid; existen tres estaciones en el distrito:
- Alsacia: bajo la Plaza de Alsacia.
- Avenida de Guadalajara: en la confluencia de las avenidas de Guadalajara y de Canillejas a Vicálvaro.
- Las Rosas: en la confluencia del Paseo de Ginebra con la calle de Suecia.

Línea  Metro de Madrid; existen cuatro estaciones en el distrito:
- Ciudad Lineal: en la confluencia de las calles Alcalá y Arturo Soria con la calle de los Hermanos García Noblejas.
- Suanzes: bajo la calle de Alcalá, junto al Parque Quinta de los Molinos.
- Torre Arias: bajo la calle de Alcalá esquina con la avenida de Canillejas a Vicálvaro.
- Canillejas: en el enlace de la calle de Alcalá con la A-2 y la avenida de Logroño.

Línea  Metro de Madrid; existen cinco estaciones en el distrito:
- García Noblejas: en la confluencia de la calle de los Hermanos García Noblejas con la calle de Luis Campos.
- Simancas: bajo la avenida de Arcentales, con accesos desde las calles Castillo de Uclés, Zaratán y Amposta.
- San Blas: bajo la calle de Pobladura del Valle, junto al Polígono F.
- Las Musas: en la avenida de Niza esquina a la calle de María Sevilla Diago.
- Estadio Metropolitano: bajo la confluencia de la avenida de Arcentales y la calle de Estocolmo, junto al Estadio Metropolitano.

Además, numerosas líneas de autobuses urbanas e interurbanas prestan servicio al distrito:
- Líneas EMT: Empresa Municipal de Transportes de Madrid:[5]

4
21
28
38
48
70
77 88
101
104
105
106
109
114
115
140
146
151
153
159
165
167
200
E2
SE721
N4
N5
N6
N7
- Líneas Interurbanas de autobuses:

211
212
213
VAC-243
222
223
224
224A
226
227
229
256
261
281
282
283
284
286
287
288
289
290
827
828
N202
N203
N204

## En las artes y la cultura popular
En San Blas se han ambientado múltiples series y películas. Entre otras, destacan Barrio (1998), de Fernando León de Aranoa, y La flor de mi secreto (1995), de Pedro Almodóvar.
En este ámbito también se ambienta el libro La mala costumbre (Seix Barral, 2023) de Alana S. Portero.

## Administración y política
| Partidos                  | Votos  | Porcentaje |
| ------------------------- | ------ | ---------- |
| PP                        | 27 152 | 33.2 %     |
| Podemos-IU-Equo-CLIAS     | 18 984 | 23.21 %    |
| PSOE                      | 18 228 | 22.29 %    |
| Cs                        | 14 590 | 17.84 %    |
| PACMA                     | 998    | 1.22 %     |
| Vox                       | 357    | 0.44 %     |
| UPyD                      | 335    | 0.41 %     |
| PCPE                      | 280    | 0.34 %     |
| Recortes Cero-Grupo Verde | 221    | 0.27 %     |
| FE de las Jons            | 107    | 0.13 %     |
| PH                        | 53     | 0.06 %     |
| P-LIB                     | 23     | 0.03 %     |
| SAIN                      | 20     | 0.02 %     |

| Partidos                 | Votos  | Porcentaje |
| ------------------------ | ------ | ---------- |
| PSOE                     | 25 140 | 30.41 %    |
| PP                       | 18 126 | 21.93 %    |
| Vox                      | 12 602 | 15.24 %    |
| Podemos-IU               | 11 885 | 14.38 %    |
| CS                       | 7893   | 9.55 %     |
| Más País-Equo            | 5181   | 6.27 %     |
| PACMA                    | 778    | 0.94 %     |
| Recortes Cero-GV-PCAS-TC | 125    | 0.15 %     |
| PUM+J                    | 105    | 0.13 %     |
| PH                       | 57     | 0.07 %     |
| PCPE                     | 53     | 0.06 %     |
| P-LIB                    | 52     | 0.06 %     |
| PCTE                     | 52     | 0.06 %     |